# Pseudomorpha vindicata
Pseudomorpha vindicata är en skalbaggsart som beskrevs av Notman. Pseudomorpha vindicata ingår i släktet Pseudomorpha och familjen jordlöpare. Inga underarter finns listade i Catalogue of Life.